# Жарська-Весь
Жарська-Весь (пол. Żarska Wieś, нім. Sohr-Neundorf) — село в Польщі, у гміні Зґожелець Зґожелецького повіту Нижньосілезького воєводства.
Населення — 848 осіб (2011).
У 1975-1998 роках село належало до Єленьоґурського воєводства.

## Демографія
Демографічна структура станом на 31 березня 2011 року:
|          | Загалом | Допрацездатний вік | Працездатний вік | Постпрацездатний вік |
| -------- | ------- | ------------------ | ---------------- | -------------------- |
| Чоловіки | 423     | 67                 | 331              | 25                   |
| Жінки    | 425     | 79                 | 287              | 59                   |
| Разом    | 848     | 146                | 618              | 84                   |